# مكافئ ثاني أكسيد الكربون

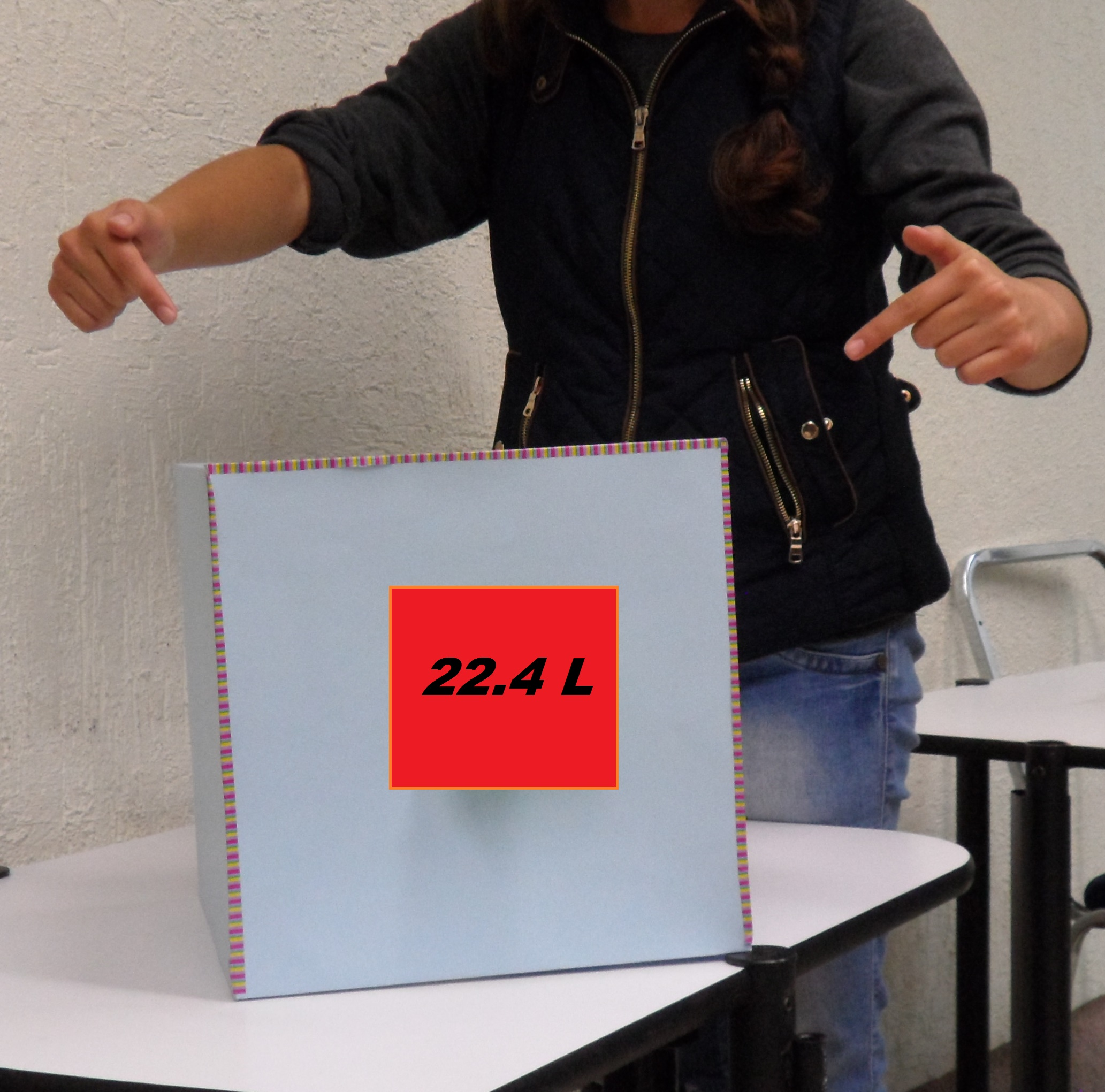

مكافئ ثاني أكسيد الكربون (CDE) هو كمية ثاني أكسيد الكربون، من حيث الوزن، المنبعثة في الغلاف الجوي والتي من شأنها أن تنتج نفس التأثيرات الإشعاعية التقديرية لوزن معين من غاز آخر نشط إشعاعيا. يتم احتساب مكافئات ثاني أكسيد الكربون بضرب وزن الغاز الذي يجري قياسه (على سبيل المثال، الميثان) في إمكانية الاحترار العالمي المقدر. الحسابات تعتمد على مقياس الوقت المختار، عادة 100 سنة ولكن في بعض الأحيان 20 سنة أو أقل. كما أنها تعتمد على افتراضات حول مقدار الوقت الذي سيبقى فيه ملوث في الغلاف الجوي، والتي تعتمد على افتراضات أخرى مثل كمية عزل الكربون الطبيعي التي ستحدث في المستقبل.